# Карноза Артур Олександрович
Арту́р Олекса́ндрович Карно́за (нар. 2 серпня 1990, Дніпропетровськ) — український футболіст, атакувальний півзахисник клубу «Альянс». Колишній гравець юнацьких та молодіжної збірних команд України.

## Клубна кар'єра
Вихованець ДЮСШ «Дніпромайн» (Дніпропетровськ), із 2005 року почав виступи в дублюючому складі «Дніпра». 2 листопада 2008 року у 18-річному віці дебютував у Вищій лізі чемпіонату України в матчі проти криворізького «Кривбаса» (перемога 1:0), проте здебільшого все одно виступав за молодіжну команду.
На початку 2011 року був відданий в оренду в першоліговий «Нафтовик-Укрнафту», де виступав до літа 2012 року як основний гравець команди.
У червні 2012 року разом з одноклубником Євгеном Непляхом підписав контракт із першоліговим «Севастополем».
Улітку 2014 року, після того, як «Севастополь» припинив існування, Артур підписав контракт із «Карпатами». У грудні 2016 року за обопільною згодою залишив львівську команду.
21 лютого 2017 року підписав контракт з одеським «Чорноморцем», але вже влітку покинув клуб. У грудні 2017 року Карноза перейшов до друголігового «Дніпра-1», уклавши угоду до кінця сезону.
Улітку 2018 року знову підписав контракт з одеським «Чорноморцем», за який у Прем'єр-лізі до кінця року відіграв 9 матчів. Взимку гравець вирішив розірвати угоду із клубом та приєднатися до закарпатського клубу «Минай» з другої ліги.

## Виступи за збірну
Із 2005 року викликався до юнацьких збірних України різних вікових категорій. Учасник фінальної частини чемпіонату Європи 2007 року для гравців до 17 років у Бельгії, де провів 3 матчі й забив 1 гол. Усього в 2005–2007 роках за збірну України (U-17) провів 32 матчі, забив 8 голів.
У складі збірної України для гравців до 18 років став найкращим гравцем міжнародного турніру «Slovakia Cup — 2008».
У складі збірної України U19 — чемпіон Європи 2009 року. Під час фінальної частини чемпіонату, що проходила в Донецьку й Маріуполі, узяв участь у чотирьох із п'яти матчів української збірної, залишившись на лавці запасних лише під час фінального матчу.
29 лютого 2012 року провів перший і єдиний матч у складі молодіжної збірної України проти однолітків з Португалії.

## Досягнення
- Чемпіон Європи серед юнаків (U-19) 2009 року